# Rajpur (Madhya Pradesh)
Rajpur es un municipio (town panchayat) de la India situado en el distrito de Barwani, en el estado de Madhya Pradesh. Según el censo de 2011, tiene una población de 20 947 habitantes.